# Fiat 125

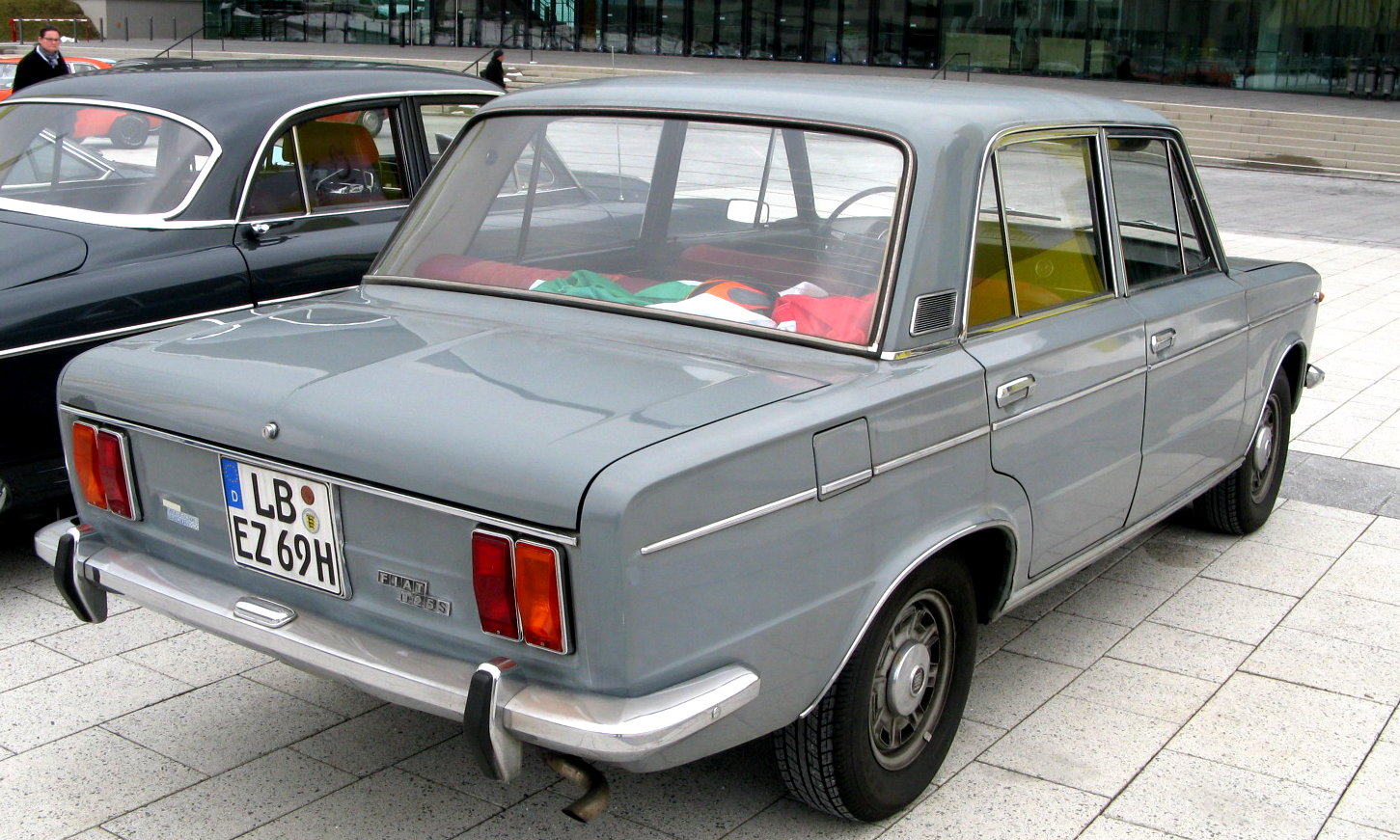
Fiat 125 S de 1969 (vista posterior)

El Fiat 125 es un automóvil de turismo concebido y construido por la marca italiana Fiat, que tomaba íntegramente la plataforma de su predecesor, el Fiat 1500 C, sobre la que se adoptó una carrocería que tomaba ciertos elementos de estampación del recientemente presentado Fiat 124, una nueva suspensión trasera por ballestas y los novedosos motores biárbol que harían famoso al modelo. Fue producido desde 1967 hasta 1982.
Fuera de Italia fueron fabricados inicialmente como versiones híbridas, con suspensiones y motores procedentes del Fiat 1500 bajo su carrocería actualizada. Estas versiones fueron producidas en Polonia por FSO, donde se comercializó como Polski Fiat 125p hasta que expiró la licencia, momento en que sobre su base se desarrolló el modelo local FSO Polonez, mientras que en la Argentina fue comercializado como Fiat 1600 hasta su sustitución por el Fiat 125, ya con los motores y suspensión originales, sobre el que luego también se desarrollaría un producto autóctono denominado Fiat 125 Mirafiori. Disponible exclusivamente en origen como berlina de cuatro puertas laterales, en estos países llegó a ofrecerse incluso con carrocerías familiares y "pickup", más una cupé producida en Argentina.

## Características
Pese a su parecido con el Fiat 124, —aparecido el año anterior— se trataba de un modelo estructuralmente distinto. Si bien compartía puertas y techo con el 124, fue diseñado sobre la plataforma del viejo 1500 C, lo que le otorgaba unas proporciones diferentes —con superior batalla y unas vías visiblemente más estrechas—, a lo que también contribuía la nueva definición de las aletas delanteras que adoptaban el estilo del Fiat 130. Utilizó exclusivamente los motores bialbero, que siempre se asociaron al modelo junto a la suspensión delantera de dobles triángulos procedente del 1500 y un nuevo eje trasero con ballestas, inspirado en el de la primera serie del Fiat Dino.
Disponía de un amplio habitáculo, con gran superficie acristalada y capacidad para cinco plazas, a pesar de que el túnel de la transmisión, como en otros muchos coches de propulsión clásica, mermaba el espacio útil para los pasajeros. Su habitabilidad frente al 124 junto con unos acabados más cuidados y el empleo en exclusiva de los motores biárbol le colocaban comercialmente un peldaño por encima de su hermano, en lo que hoy sería el «segmento D».

## Contexto
El Fiat 125 nació como respuesta directa a la amenaza que supuso el cambio de moda en Europa a mediados de los 60 para el Fiat 1500 C, ya insinuada por el Alfa Romeo Giulia solo un año después de la presentación del Fiat 1300/1500 en 1961. Pese a sus buenos acabados y merecida fama, la evolución del 1500 mediante el alargamiento de su plataforma para convertirlo en el 1500 C no hizo sino granjearle fama de anticuado por su similitud con los Fiat de estética "americanizada", (el Fiat 1300 por una parte y los fiat 1800/2100 por otra), cuya sustitución por los Fiat 124 y Fiat 130, de líneas muy modernas, era inminente.
El 1500 C por su parte iba a ser sustituido por un modelo distinto y totalmente nuevo, el Fiat 132, cuyo desarrollo estaba aún en sus inicios junto con el del futuro y lejano Fiat 131, por lo que Dante Giacosa ante la bajada de las ventas decide modernizar el 1500 C, dotándole de la estética italiana «trapezoidal» en boga de los Alfa Romeo Giulia, Lancia Fulvia y sobre todo del Fiat 124 y del futuro 130 con el menor costo posible hasta la presentación del 132. Para ello se utilizó toda la plataforma del 1500 C, con una batalla 8 cm superior a la del Fiat 124 lo que garantizaba una habitabilidad mayor, situando al nuevo modelo en un escalón superior, pero aprovechando en lo posible elementos en producción, como visiblemente las puertas del 124 Special aunque con el asiento posterior colocado sustancialmente más atrás. 
Por otra parte, la utilización de la plataforma del Fiat 1300/1500, que había abandonado la tradicional suspensión por muelles de los antiguos Fiat 1400 y 1800 en favor de una suspensión convencional por ballestas, conllevaba la imposibilidad de utilizar el tren trasero con muelles helicoidales del nuevo 124 puesto que esto hubiese supuesto una modificación sustancial de la plataforma para alojarlos. En su lugar, utilizaba un tren trasero rígido con ballestas muy moderno, inspirado en el que montó originariamente el deportivo Fiat Dino. Empleaba unas ballestas de sólo dos hojas tipo "Chevrolet Uniflex", más ligeras y flexibles que las convencionales, que actuaban de elemento elástico y como brazo portador tanto en sentido longitudinal como transversal, pero cuya flexibilidad impedía que controlasen el par de reacción (tendencia del tren a retorcerse sobre sí mismo y sobre el árbol de transmisión). Para este fin empleaba unos tirantes de reacción sobre el puente (anclados por delante a diferencia del Dino) que junto con las ballestas formaban el famoso "schema a quadrilatero" -o paralelogramo deformable- , que Fiat adoptaría también la suspensión por muelles y brazos rígidos del 124 S y después en los 131 y 132. 
Para mantener su estatus respecto al 124, en Italia montó solo los motores de 1608 cc con dos árboles de levas en cabeza que en un principio no se montaron en la gama 124. Creados por Aurelio Lampredi, los dos árboles de levas eran arrastrados por una correa de neopreno y rendía 90 CV (DIN) a 5600 RPM en su versión básica inicial, y 100 CV (DIN) a 6200 RPM en el Fiat 125 Special lanzado posteriormente. Esta versión ofrecía de serie caja de cambios manual de 5 velocidades sincronizadas, y tenía en opción una caja automática de 3 velocidades. 
El modelo se destacó por su potencia y prestaciones, que le permitieron participar en rallyes y competiciones de toda clase. Se fabricó en su país de origen hasta 1972, y en otros como Argentina hasta 1982, siendo el último de la línea en la gama argentina el modelo «125 Mirafiori».

## Versiones

### Primera serie (1967–1972)
Fue el primero que se lanzó, con motorización de 1608 cc 90 CV (DIN) y caja de cambios de 4 velocidades.
En 1968 se presenta la versión Special, con leves retoques que le permiten llegar a los 100 CV (DIN), caja de cambios de 5 velocidades, y diversos retoques estilísticos en la carrocería. Fue muy apreciado por sus prestaciones y lujo, llegando a estándares de coches de gama más alta.
La segunda serie del Special (1970–1972): 
Varios detalles de diseño fueron variando año tras año, como unos nuevos indicadores de dirección situados bajo el paragolpes delantero y una nueva calandra.
En 1972 se adoptan los nuevos pilotos traseros de diseño horizontal.

### Segunda serie (1974–1975)
La segunda serie equipaba calandra cromada, pilotos traseros horizontales, y luz de marcha atrás central bajo el parachoques trasero. Contaba con una moldura cromada a la altura de la cintura. Equipaba la caja de cambios de 4 velocidades sincronizadas y marcha atrás, cuentarrevoluciones, manómetro de presión de aceite y voltímetro.

## Motores utilizados en el Fiat 125

### Motor 1600 Código 125BT.038
Delantero longitudinal, 4 cilindros en línea, 1608 cc, 8 válvulas, doble árbol de levas en cabeza arrastrado por correa dentada de neopreno, y una potencia de 90 CV (DIN) a 4.800 RPM, diámetro del pistón 80 mm y carrera 80 mm. Relación de compresión 9.0:1 .Carburador Weber 34 DCHE 21 y Solex C34 PAIA, de doble cuerpo
Este motor fue también utilizado con 76 CV y menor compresión en los modelos argentinos Multicarga y Taxi.

### Motor 1600 Código 125B.038
Delantero longitudinal, 4 cilindros en línea, 1608 cc, 8 válvulas, doble árbol de levas en cabeza arrastrado por correa dentada de neopreno y una potencia de 100 CV (DIN) a 6.200 RPM, diámetro del pistón 80 mm y carrera 80 mm, alimentado por un carburador Weber o Solex de doble cuerpo. Este motor fue utilizado en la versión Special, y en los modelos argentinos Berlina, Familiar, Mirafiori y Sport hasta año 1974

### Motor 1600 Código 125BC.038 (Exclusivo para el mercado argentino)
Delantero longitudinal, 4 cilindros en línea, 1608 cc , 8 válvulas, doble árbol de levas en cabeza arastrado por correa dentada de neopreno y una potencia de 125 CV/ 6.400 RPM, diámetro del pistón 80 mm y carrera 80 mm, alimentado por un carburador Solex C34 EIES de doble cuerpo. Este motor fue utilizado en los modelos argentinos Potenciado, SL (después de 1978), CL (1980-1982) y Mirafiori CLO

## Polski Fiat 125p / FSO 1300/1500
El Polski Fiat 125p /  125p/FSO 1300/1500 fabricada bajo licencia en Polonia por la Fábrica de Automóviles de Pasajeros (o FSO, por sus siglas en polaco), en el periodo de 1967 a 1991, inicialmente bajo la marca «Polski Fiat,» y comercializado como Polski Fiat 125p, y una vez finalizada la licencia inicial, como FSO 1500, FSO 1300 o FSO 125p.

## Fiat 125 en Argentina
En Argentina mucha gente confunde al Fiat 125 con el Fiat 1600, ya que comparten básicamente la misma carrocería, pero con diferente mecánica. Este último se fabricó entre los años 1969 y 1972, compartía carrocería con los primeros «125» italianos, y si bien la cilindrada era similar el motor no compartía nada con el original italiano, ya que este era una evolución de concepción local sobre el veterano motor Lampredi con cigüeñal de tres apoyos y culata hemisférica del Fiat 1300/1500. En 1972 aparece el «125», con el motor original de doble árbol de levas en cabeza arrastrado por correa dentada de neopreno, presentando actualizaciones estéticas que lo ponían en orden con la línea italiana de ese momento. En 1976 aparece en este país el «125 Potenciado», con un motor de rendimiento más elevado. En 1978 se produce una nueva reestilización, pero en este caso eran solo pequeñas modificaciones estéticas sin mayores cambios mecánicos. También se presentó una versión básica, sin los embellecedores cromados que caracterizaban al modelo, y con un frontal idéntico al del pickup «Multicarga». Este modelo se usó principalmente como taxi.

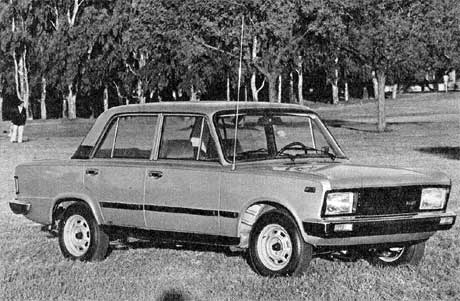
Fiat 125 Mirafiori (1980)

En 1980 aparece la última versión argentina, el 125 Mirafiori, con nuevos cambios en faros y parachoques, reestilización que se extendió a toda la gama, incluso a las versiones básica y Multicarga. A fines de 1982, la empresa argentina Sevel decidió abandonar la producción del modelo.
Cabe destacar, además, que en este país, la gama «125» incluía distintas versiones: Pickup «Multicarga» (de diseño argentino), Berlina 4 puertas y Familiar.
En 1972 fue presentada una versión deportiva que fue denominada 125 Sport. Este coche no era otra cosa más que la evolución de un coche previamente desarrollado de manera integra en el país, que fue conocido como Fiat 1600 Sport. Al igual que la versión berlina, el 125 Sport equipó los impulsores de la berlina 125, teniendo también su versión potenciada.

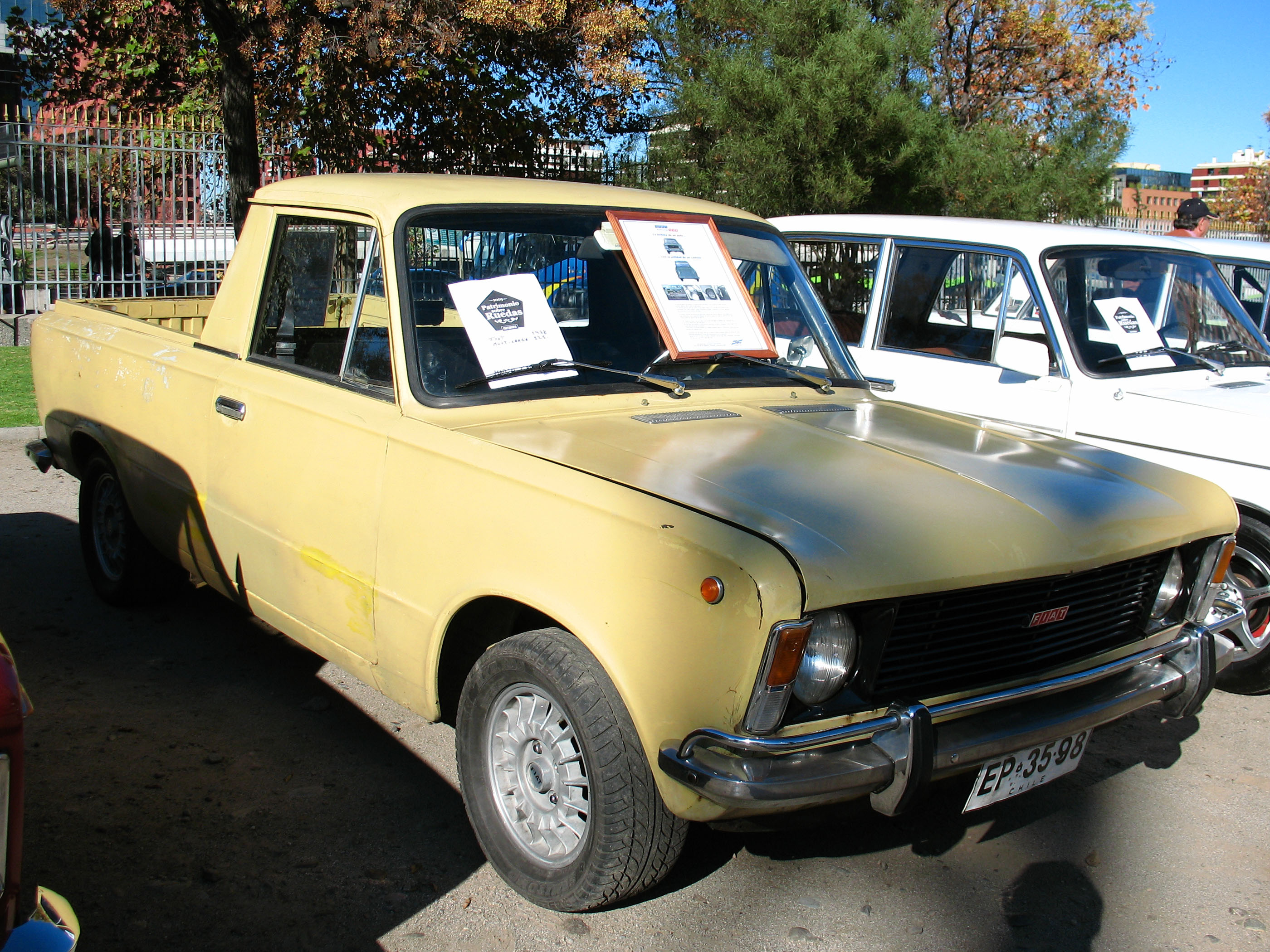
Fiat 125 Multicarga

En el campo deportivo, en Sudamérica el Fiat 125 cosechó grandes éxitos en manos de pilotos locales como Danilo Bonamici, Jorge Raúl Recalde, Ricardo Zunino, Rubén Daray y Juan Carlos Rizzuto.
Asimismo, durante la llamada «plata dulce» de los años 1990, se importaron en Argentina gran cantidad de Lada Laika rusos, modelo derivado directamente del Fiat 124 (y no del Fiat 125 que fue un derivado del Fiat 1500, y por lo tanto no tenían nada en común), en versiones berlina y familiar.

### Dimensiones modelos Argentinos
- Largo:
4251mm (berlina)
4266mm (familiar)
4270mm (1600 Sport coupé fastback)
4250mm (Multicarga pickup)
- Ancho: 
1612mm (berlina, familiar y Multicarga pickup)
1530mm (1600 Sport coupé fastback)
- Altura máxima: (c/carga):
1398mm (berlina)
1402mm (familiar)
1380mm (1600 Sport coupé fastback)
1413mm  (Multicarga pickup)
- Distancia entre ejes:
 2506mm (todas las versiones)
- Vía delantera:
1311mm (berlina, familiar y 1600 Sport coupé fastback)
1308mm (Multicarga pickup)
- Vía trasera:
1288mm (berlina, familiar y 1600 Sport coupé fastback)
1285mm (Multicarga pickup)
- Radio mínimo de giro: 
5400mm (todas las versiones)

### Pesos
- Peso en orden de marcha (c/abastecimientos, rueda de recambio, herramientas y accesorios):
1055 kg (berlina)
1090 kg (familiar)
1050 kg (1600 Sport coupé fastback)
1000 kg (Multicarga)
- Carga útil:
1055 kg (5 Personas + 50 kg) (berlina)
1090 kg (5 personas + 50 kg o una persona + 330 kg) (familiar)
1050 kg (4 personas + 50 kg)(Sport)-1000 kg (3 personas; equipaje: 50 kg en la caja 600 kg)(Multicarga)
- Peso máximo remolcable: 
900 kg (berlina, familiar y 1600 Sport coupé fastback)
- Peso total a plena carga: 
1455 kg (berlina)
1490 kg (familiar)
1380 kg (1600 Sport coupé fastback)
1850 kg (Multicarga).[4]

## Fiat 125 en Chile
La segunda serie del 125 Special fue exportada en grandes cantidades a Chile desde Italia y posteriormente desde Argentina en régimen CKD, las cuales se montaban en la planta que tenía la marca en la ciudad de Rancagua, (sin perjuicio de algunas unidades muy puntuales que venían completamente terminadas desde su país de origen) donde se les instalaba sistema eléctrico (FEMSACO), neumáticos, tapicería y cristales de origen nacional, siendo el primer vehículo vendido en el país en equipar una caja de cinco velocidades y frenos de disco en las 4 ruedas. Además, y como antecedente, los modelos íntegramente fabricados en Italia portaban elementos eléctricos tales como el alternador, motor de limpiaparabrisas y motor de arranque marca Magneti Marelli a diferencia de aquellos ensamblados en Chile que portaban elementos marca Femsaco, así también el conjunto cuentakilómetros/tacómetro del modelo italiano era Veglia Borletti, mientras que el modelo nacional Siap Veglia.
Al finalizar la producción del Special italiano en 1972, fue rápidamente reemplazado por la I serie argentina, lo cual significó una merma en calidad y equipamiento, y desaparecían del tablier la madera contrachapada imitación nogal, los discos de freno posteriores y la quinta velocidad.
Se hizo famoso históricamente por su utilización como automóvil de representación y escolta del gobierno de Salvador Allende Gossens, en dicho modelo viajaban el presidente y su guardia personal, y es común verlos en documentales de época sobre el Golpe Militar, circulando raudos por las calles de Santiago, como tranquilas y elegantes escoltas durante la visita que Fidel Castro hizo a aquel país durante el año 1971, o en imágenes posteriores al Golpe en que se muestra a los militares señalando los citados automóviles dentro del palacio presidencial de La Moneda calcinados.
El Fiat 125 en Chile creó un mito difícil de borrar, por su papel de ícono de la época más turbulenta de la historia reciente de este país y sus cualidades mecánicas tan sobresalientes para lo que se veía en el mercado de esos entonces, dominado por automóviles de mecánica tan desfasada como el Citroën 2CV, o el Peugeot 404, entre otros.
Es un vehículo muy apreciado por coleccionistas y entusiastas, que como fieles y celosos guardadores de su legado, intentan preservar sus automóviles de la mejor forma, participando incluso de encuentros internacionales y manteniendo vivo el recuerdo de aquel automóvil que transformó para siempre la historia en 4 ruedas de aquel país, con su peculiar sonido de escape y su impronta tan inconfundible.

### Competición
Desde mediados de los años 1970 que el Fiat 125 fue introducido en los campeonatos de automovilismo de en Chile, donde tuvo una fuerte rivalidad con los Peugeot 504, en 1982 se crea el campeonato de Monomarca 125 que llegaban a tener casi 40 participantes por fecha, siendo una de las carreras más esperadas por los fanáticos, debido a lo parejo de las carreras y los grandes duelos que se producían, también fue escuela para muchos pilotos que después destacaron en categorías superiores como la Fórmula Tres, en 1985 tuvieron el récord de mayor número de participantes en una sola fecha con 36 inscritos que ostentó hasta 1990 cuando el Trofeo Nissan Sunny le rompe el récord con 40 participantes en la primera fecha. en 1989 se le hacen unas modificaciones a la carrocería para crear el Fiat 125 Centurión, un automóvil de carreras que tiene como base el modelo Fiat 125, el diseño fue creado por Jaime Bunster y con una gran organización y transmisiones televisivas a todo el país. Además, variados y connotados pilotos de la "época de oro del automovilismo chileno" hicieron sus primeras armas en estas potentes máquinas.
El Fiat 125 S fue desplazado por el poderoso Fiat 132, que no era otra cosa que el sustituto comercial del mismo Fiat 125. Hoy en día y desde hace ya varios años existen categorías de competición regional que tienen como modelo base al Fiat 125. En la mayoría de los autódromos de Chile está la categoría, conocida por su potencia, en los autódromos Huachalalume de La Serena, La Pampilla de Coquimbo y Villa Olímpica de Quilpué, participan los Fiat 125, automóviles que pese a sus años compiten con otros mucho más modernos, siendo habitual que salgan victoriosos.